# Real y Pontificia Universidad de México
La Real y Pontificia Universidad de México fue una universidad del virreinato de la Nueva España creada por real cédula del emperador Carlos V, firmada en su nombre por el príncipe Felipe, en la ciudad de Toro (Zamora) el 21 de septiembre de 1551 e inaugurada el 25 de enero de 1553. Aunque el papado concedió una bula en la que daba su autorización, esta nunca llegó a la Nueva España, ya que el rey y su Consejo de Indias consideraron que se excedían los privilegios a la universidad, por tanto la bula permaneció en España. Fue en el siglo XVIII cuando comenzó a utilizarse la denominación de "pontificia", lo que el investigador Enrique González González ha denominado un "símbolo de honra". 
Tradicionalmente, se consideran a la Universidad Nacional Autónoma de México y la Universidad Pontificia de México como sus herederas institucionales. Sin embargo, se ha planteado un debate acerca de la continuidad de la universidad virreinal con la UNAM. Esta idea se originó con motivo de los festejos del IV Centenario de la Universidad de México en 1951 que diferían con las intenciones de Justo Sierra, quien buscaba crear una nueva universidad en 1910, diferente a la virreinal, aunque sí reagrupando las escuelas de la Real y Pontificia Universidad de México en una sola institución nacional; por ello es común ver en eventos formales engalanarse con pendones y el actual escudo universitario flanqueado con el de la Real Universidad de México.
Por otro lado, el 25 de enero de 2012, la congregación para la educación católica otorgó a la Universidad Pontificia de México el reconocimiento de ser la misma institución que la Real y Pontificia Universidad de México, aunque en este caso, el linaje se reduce prácticamente al nombre de la institución. Los primeros rectores fueron: el doctor Antonio Rodríguez de Quesada, elegido como rector fundacional. En 1553 el arcediano catedrático secular de teología y doctor Juan Negrete, fue nombrado como el primer rector de la Universidad, después en 1554 le siguió el canónigo y provisor del arzobispado Rafael Cervantes y posteriormente el sacerdote Juan González García en dos períodos, de1 11 de noviembre de 1555 a 1556 y de 1556 a 1557.

## Historia

### Fundación

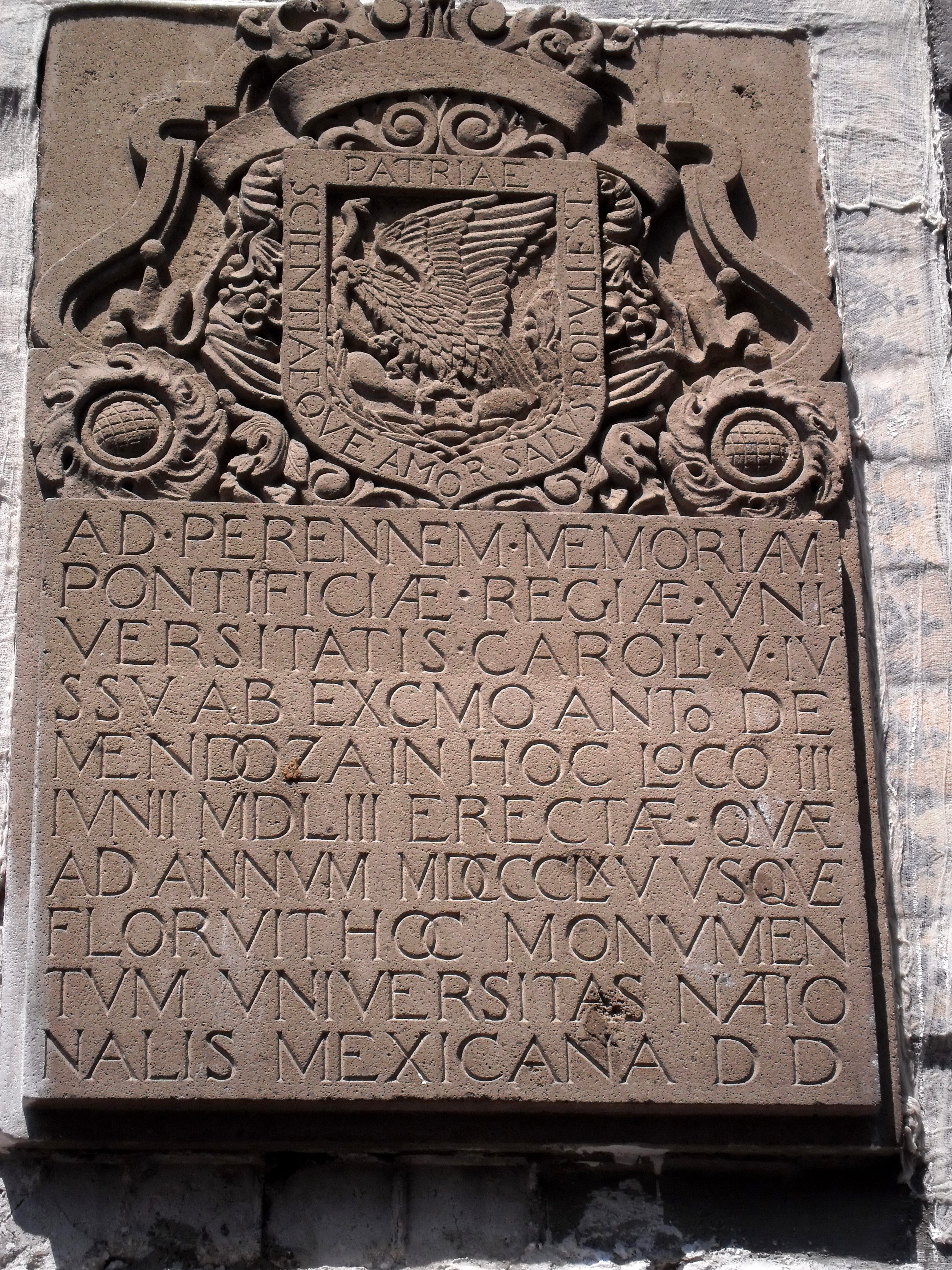
Placa relativa a la Real y Pontificia Universidad de México. Latín: "Ad perennem memoriam pontificia regiae universitatis Caroli V ivssv ab excmo [excelentisimo] Anto[nio] de Mendoza in hoc loco III[3] Iunii MDLIII erectae qvae ad annvm MDCCCLXV vsqve florvit hoc monvmentvm universitas nationalis mexicana. DD [Dedicavit or Dedit Dedicavit]". Español: Para perpetuar la memoria de la Universidad Real y Pontificia de Carlos V. Por orden del excelentísimo Antonio de Mendoza, en este lugar se erigió el 3 de junio de 1553. Quien hasta el año 1865 aquí floreció. Monumento a la Universidad Nacional Mexicana. ha dado la dedicación.

A diferencia de lo que hoy entendemos por universidad, en el Antiguo Régimen, se trataba de un cuerpo colegiado, es decir, que la conformaban grupos de estudiantes, doctores o ambos. La apertura de una universidad era decisión del papa, el monarca o ambos, y su intención era otorgar privilegios a escolares concentrados en una ciudad, eran reconocidos por el fuero eclesiástico y real, tenía la facultad para dedicar a los estudios y a la certificación de estos, que se hacía a través del otorgamiento de grados, como el de bachiller, licenciado o doctor.
La universidad se concebía como una corporación, por lo tanto, quienes pertenecían a ella, tenían protección legal y otros derechos, como el de ser juzgados por el tribunal de la corporación, aunque también debían de seguir un código conducta que se plasmaba en las constituciones o estatutos. De igual forma, al concebirse como un cuerpo de estudiantes, no tenía necesariamente propiedades materiales, pues lo que importaba, al menos en el Antiguo Régimen, eran lo corporación, quienes la conformaban, por ello se afirma que la Universidad no la constituían las aulas, sino el cuerpo de escolares con licencia para el estudio.
La Real e Imperial Universidad de México se fundó por cédula real en 1551, la expidió Carlos V y la firmó su hijo, el Príncipe de Asturias (futuro Felipe II), aunque los cursos comenzaron hasta el 25 de enero de 1553, con catedráticos como Alonso de la Veracruz y Francisco Cervantes de Salazar. En este contexto, se entiende que se fundó la universidad como una organización y funcionamiento de escuelas, que además, tenía los mismos privilegios que la Universidad de Salamanca, entre los que se encontraban, la gobernación propia a través de claustros (juntas de universitarios), y cada uno tendría una función específica, entre los que resaltaban, el del rector, de consiliarios, diputados y el pleno.
Cabe señalar que al ser el rey el fundador, tenía el derecho de patronato, y el sostenimiento de la corporación dependía del subsidio anual que le concedía. El derecho de patronato le daba la autoridad de dictar los estatutos para el régimen interno. A pesar de la autonomía que tenía la Real Universidad de México, siempre se mantuvo ligada a la Corona Española, a través del Consejo de Indias, o bien, por los virrey y los oidores de la Real Audiencia.
La Real Universidad de México no sólo se inauguró como la corporación que otorgaba grados, sino que también se abrió el estudio, es decir, que contaba con escuelas para la enseñanza en cinco facultades que eran las de Teología, Derecho Canónico, Derecho Civil, Medicina y Artes.

### Organización interna

#### Facultades
La universidad se organizaba en facultades mayores que eran Teología, Leyes, Cánones y Medicina; y una facultad menor: la de Artes. Las principales cátedras eran Prima (porque se daba a primera hora de la mañana) y Vísperas (cuyo horario era en la tarde). Estas solían ser temporal o de propiedad y estaban presentes en todas las facultades. También existían cátedras sueltas, es decir, sin facultad, como astrología y matemáticas, retórica, gramática y lenguas indígenas. Los grados que se otorgaban eran los de bachiller, licenciado, maestro y doctor. Armando Pavón Romero señala que el graduado de la Universidad sólo estaba certificado para ejercer la docencia, y no una actividad profesional. Este reconocimiento se lograba en las instituciones dedicadas a esa labor en específico.

#### Gobierno
El rector era la cabeza de la Universidad, entre sus tareas estaba la administración del estudio, presidir los órganos colegiados y la representación de los miembros de la corporación. Se elegía cada año, y en ocasiones se podía apelas a la reelección de alguno. Hasta las reformas palafoxianas, solo era indispensable el grado de bachiller.
El maestrescuela era una de las cinco dignidades de la Catedral Metropolitana, y se encargaba de vigilar la existencia de centros de enseñanza para la formación de clérigos, en consecuencia, se le encomendaba la facultad de otorgar grados mayores.
A diferencia de la Universidad de Salamanca que contó con cuatro tipo de claustros, la Real Universidad de México se distingue por tres; de consiliarios, pleno y de diputados. El primero estaba a cargo de las cátedras y la elección del rector; el segundo, se conformaba por todas las instancias de gobierno de la corporación, es decir, el rector, el maestrescuela, los claustros de diputados y consiliarios y todos los doctores, en un principio, fue el más relevante, pero con el paso del tiempo, el de diputados tuvo mucho más peso. Finalmente, el claustro de diputados trataba asuntos financieros.

#### Catedráticos
Los catedráticos podían tomar posesión de las cátedras desde que contaban con el grado menor de bachiller. Quienes estaban a cargo de una cátedra de propiedad o perpetua, contaban con un salario mayor que en las cátedras temporales. La forma de otorgar una cátedra era por medio de las provisiones de cátedras. En ellas, se declaraba a la cátedra como vacante, y los opositores se inscribían. Posteriormente se asignaba la lectura, que se desarrollaba al día siguiente frente al arzobispo, el rector, el inquisidor, el decano, el maestrescuela y dos catedráticos de la respectiva facultad. Después de la discusión, se reunían en una junta de votación y elegían al nuevo catedrático.

#### Estudiantes
En un principio esta universidad contó con pocos estudiantes. Los egresados eran religiosos, profesionales y académicos de la teología, derecho y medicina. El saber estaba agrupado para su estudio según las siete artes medievales: en trivium (gramática, retórica y lógica) y en quadrivium (aritmética, geometría, música y astronomía). El idioma de estudio fue el latín. Debido a la denominación de "pontificia", para que se pudieran otorgar los grados académicos, era necesario que el maestrescuela o Magister scholarum asistiera a otorgarlos en nombre del Papa.
La mayoría de los estudiantes eran criollos y españoles. Gozaban de ciertos privilegios ante el gobierno colonial, tales como el no pagar impuestos o diezmos y ser juzgados por autoridades universitarias. La matrícula (o inscripción) era anual e indispensable para tomar los cursos en las facultades. Aunque se admitía a los indígenas, estos eran minoría dentro de la población estudiantil.

#### Grados
A diferencia de ahora, las características de cada uno de los grados estaban asociadas a la certificación de la docencia. Es decir, la universidad era un gremio de profesores reconocidos mediante el doctorado. El grado, por lo tanto, no certificaba ninguna otra capacidad profesional. Entonces, el reconocimiento de lo que llamaríamos “el ejercicio profesional” era aprobado por otros gremios que poseían tal privilegio.
Los grados académicos cumplían, en suma, tres funciones primordiales. Una docente, otra corporativa y una última de colocación y promoción laboral. El doctorado era requisito indispensable para mantenerse en la regencia de las cátedras; era también la puerta de acceso a la corporación. El doctor tenía plenos derechos para decidir sobre su gremio y para recibir todos los beneficios que este pudiera conseguir; por último, los grados mayores se convirtieron en una plataforma para alcanzar los puestos altos de las burocracias real y eclesiástica.
La Real y Pontificia Universidad de México concedía en cada una de sus facultades el grado menor de bachiller y los mayores de licenciado, maestro y doctor. El primero era el único que se obtenía luego de cursar las cátedras indicadas, o “cursatorias” cómo se les conocía en aquel entonces, por las respectivas facultades y, por tanto, se pueden encontrar bachilleres en artes, teología, cánones, leyes y medicina. Para ganar los grados mayores no era necesario asistir a nuevos cursos, por el contrario, en esta nueva etapa era necesario demostrar la capacidad docente, por ello, se requería llevar a cabo una serie de "lecciones",  llamadas también repeticiones.

#### Ceremonias de graduación
Para obtener cualquier grado, se realizaba una solicitud y una lección, y después se presentaba un examen. Sin embargo, las ceremonias y el nivel de formalidad variaban según el grado que se solicitaba. Para el grado de bachiller la solicitud estaba dirigida al rector. Una vez concedida se nombraba al padrino, que generalmente era un catedrático o un funcionario universitario, y se hacía el pago de propina. La ceremonia y la lección se realizaba dentro de las instalaciones de la universidad. Por el contrario, para los grados de licenciado y doctor, la ceremonia iniciaba con un paseo desde la casa del graduando, la del rector y la del virrey hasta la catedral, lugar donde se realizaba la lección.

### Ubicación geográfica

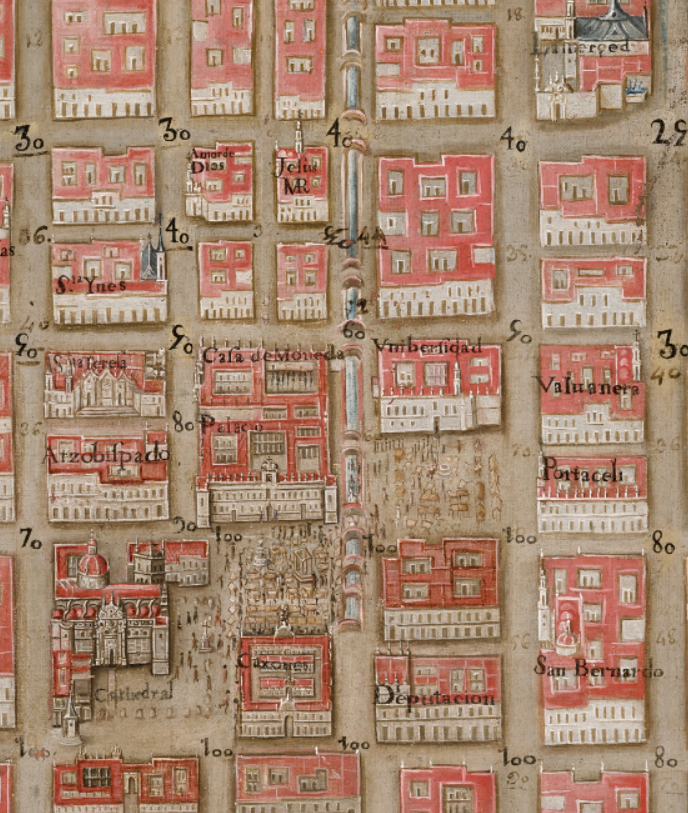
Localización de la Universidad en 1737 frente a la plaza del volador. El predio fue demolido en 1910. Plano de la ciudad de México por Pedro de Arrieta.

El primer domicilio de la Real y Pontificia Universidad de México, se localizó en el Centro Histórico de la Ciudad de México, en la esquina de las actuales calles Moneda y Seminario. Luego, en 1561 y ante el aumento de las cátedras y alumnos, la universidad se estableció en las casas que pertenecieron al Hospital de Jesús ubicadas en la calle de las Escalerillas (actualmente, República de Guatemala). Treinta años después, ante el deterioro de las instalaciones, la universidad se trasladó a las casas del Marqués del Valle, actual Monte de Piedad donde permaneció hasta principios del siglo XVII cuando finalmente se ubicó en la actual calle de Erasmo Castellanos Quinto (entre Venustiano Carranza y Corregidora), frente a la Plaza del Volador (hoy Suprema Corte de Justicia de la Nación).

### La Real y Pontificia Universidad de México en elsigloXVIII
El siglo XVIII es caracterizado por ser el siglo de la Ilustración, en el que se cuestionaron las ideas religiosas y políticas, se buscaron nuevas explicaciones acerca del universo, el hombre y el espíritu, otorgándole un lugar a la razón. Esto provocó nuevos experimentos, teorías, y descubrimientos en varias áreas del conocimiento humano. Pero también produjo algunos cambios en la ideología política de algunos monarcas europeos, de los cuales surge el concepto “despotismo ilustrado”, dentro del cual se identifica al rey Carlos III de España. Él realizó algunas reformas económicas, políticas y culturales tanto en instituciones de la península, como de los virreinatos americanos. 
En el ámbito educativo, se crearon otras instituciones de educación superior, que tenían intereses distintos a los de la Real y Pontificia Universidad de México, pues contrastaban con la tradición escolástica y ortodoxa de la universidad.  Entre ellas se pueden citar: el Real Colegio de Cirugía, fundado en 1778, el Real Colegio de Minería, en 1792, y, dos años más tarde, la Academia de San Carlos de Bellas Artes. 
La Real y Pontificia Universidad mantuvo una posición conservadora frente a los cambios reformas en cuanto a método y contenido de sus cátedras, razón por la que fue considerada una institución arcaica y fue blanco de críticas por parte de quienes proclamaban una renovación profunda. El virrey conde de Revillagigedo escribió a su sucesor el marqués de Branciforte el estado de la universidad en 1794:

Mucha reforma se necesita según tengo entendido, en el método de estudios que se sigue y en la forma de celebrar los grados y demás funciones literarias. Se estudian poco las lenguas sabias, y no hay gabinete ni colección de máquinas para estudiar la física moderna experimental; la biblioteca está escasa de buenas obras, especialmente las modernas.

### Cierres
Dentro de la crisis política y económica posterior a la guerra de independencia, algunos personajes tanto liberales como conservadores de la política mexicana consideraron que era necesario promover la educación para sacar al país del atraso y de la crisis. Las propuestas que se presentaron obedecían a su afiliación política: mientras los conservadores creían que la universidad debía mantenerse aunque reformarse y modificarse de acuerdo a las necesidades de la época, los liberales pensaban que la institución debía suprimirse porque consideraban a la universidad como símbolo de retroceso característico de la época virreinal del que ellos pretendían alejarse.
La primera propuesta conservadora fue presentada por Lucas Alamán en 1830, quien estaba preocupado por la administración de los recursos y por la reorganización de los establecimientos y los cursos universitarios, mas no de su supresión. Posteriormente, en 1833 José María Luis Mora, uno de los principales impulsores liberales de la reforma educativa durante la vicepresidencia de Valentín Gómez Farías, consideró que la universidad era "inútil, irreformable y perniciosa", razón por la que, al igual que el resto de las instituciones eclesiásticas, la condenaba a desaparecer. Sin embargo, ninguna de las dos propuestas se estableció por mucho tiempo debido a la inestabilidad política del país.
En 1865, el emperador Maximiliano de Habsburgo consideró reformar la universidad, pero finalmente se decidió por clausurarla (afín al modelo liberal) de manera definitiva el 30 de noviembre del mismo año, dando fin a un proceso y disputa de varias décadas. Al desaparecer la Universidad, quedaron establecimientos para el estudio de la medicina, la ingeniería, la teneduría de libros, la arquitectura y la jurisprudencia, a los que se sumó más adelante la Escuela de Agricultura.

### Biblioteca de la Real Universidad de México (Pública Real Biblioteca)
La biblioteca de la Real Universidad de México se inauguró por cédula real en la segunda mitad del siglo XVIII, sin embargo, esto no quiere decir que no existiera con anterioridad una. El historiador Enrique González menciona que a principios del siglo XVIII, ésta contaba con 350 volúmenes, mientras que Ignacio Osorio Romero refiere que en el siglo XVII se hicieron algunas donaciones. En 1726 empezaron los esfuerzos por crearla,  pues el rector Pedro Ramírez del Castillo solicitó al virrey Marqués de Casa Fuerte para construir una sala librería en la Universidad, y aprobó la solicitud, sin embargo, aunque el claustro pleno estuvo de acuerdo, no se concretó el proyecto.
En 1728, Carlos Bermúdez de Castro dejó en donación parte de su biblioteca personal, pues tenía que partir a Manila a ocupar la sede episcopal. Dejó alrededor de 100 libros, diez estantes y una mesa. La biblioteca no sólo resguardaba libros, también en ella se resguardaba el archivo de la Universidad, no obstante, al ser poca la cantidad de volúmenes, el Claustro no se preocupó de nombrar a un bibliotecario que se hiciera responsable de ellos.
En la segunda mitad del siglo XVIII, Manuel Ignacio Beye de Cisneros encomendó la creación de la biblioteca al monarca Carlos III, y en 1761 pasó a ser la Pública Real Biblioteca. En ese mismo año se leyeron en claustro los estatutos de la biblioteca, los cuales escribió el rector Beye de Cisneros, entre los que cabe destacar que las cuentas para su mantenimiento se llevaban aparte, los ingresos provenían de las rentas de las tiendas que tenía la Universidad sobre la calle de la Acequia y se destinaban al mantenimiento general de la biblioteca.
La Pública Real Biblioteca se estableció en el interior del edificio que ocupaba la Universidad, en el segundo piso, sobre el salón general de actos, a pesar del esfuerzo de Manuel Ignacio Beye de Cisneros, la cantidad de libros era poca, aun con donaciones y la compra de libros por parte del rector, sin embargo, después de la expulsión de la Compañía de Jesús de los territorios hispánicos, incluida Nueva España, el rey Carlos III dictó la Colección general de Providencias, en las que se explicaba qué se debía de hacer con los bienes de los jesuitas, y señala explícitamente que “donde quiera que huviere universidades podrá ser útil agregar a ella los libros que hallaren en las casas de la Compañía situadas en los mismos pueblos”. Es así, que el Claustro solicitó en 1769 que los libros de los colegios jesuitas se trasladaran a la Universidad, y se le encomendó al exrector; Beye de Cisneros, que se hiciera cargo de que esto se cumpliera.
El traslado de los libros fue complicado, pues a pesar de que el Claustro hizo la solicitud pronto, los libros de los jesuitas, de colegios como el de la Profesa, el Colegio Máximo de san Pedro y san Pablo, incluso el Colegio de Tepotzotlán, comenzaron a llegar hasta 1774, y en los años subsecuentes, fue así que la colección de esta biblioteca ascendió hasta casi dos mil volúmenes.  El acervo continuó creciendo a través de la compra de libros que se hacía gracias a los fondos que se obtenían con las rentas de las tiendas que tenía la Universidad sobre la calle de la Acequia, que estaban destinadas al mantenimiento de la biblioteca.
En 1778 se inauguró oficialmente la biblioteca, para ello, se remodeló el espacio y el mobiliario, además, se contrataron a dos bibliotecarios; uno para turno matutino y otro para vespertino, ambos tenían como tarea cuidar la biblioteca, su contenido, hacer el inventario de los libros y mantenerla abierta y aseada. Con el paso de los años, fue incrementando el material bibliográfico, los bibliotecarios fueron cambiando.
En 1810, cuando el virrey tomó el edificio de la Universidad para ocuparlo con sus tropas, la biblioteca se mantuvo cerrada, aunque se solicitó que se abierta por las mañanas. Las tropas desocuparon el edificio en 1816, sin embargo, al estar el territorio en guerra, fue difícil que se retomara la vida académica, y la biblioteca también resultó afectada, pues se descuidaron los materiales bibliográficos, y el espacio en el que se encontraban. Sin embargo, su contenido era de gran riqueza, pues para esta época el acervo albergaba libros procedentes de bibliotecas institucionales –como la de los jesuitas– y particulares –donaciones de eruditos y miembros de la universidad–.

### Nombres de la Universidad
Universidad reales y pontificias
Dado que la Universidad de México fue patrocinada en primera instancia por la corona de la Monarquía Española, se le antepuso el término "Real" a su nombre. Recordemos que el Estado español en aquellos años también gobernaba a la Iglesia Católica en sus dominios por el patronazgo otorgado por el Papa a los Reyes Católicos, por lo cual desde un inicio también fue tanto una universidad estatal como una universidad católica; muestra de ello es que desde sus inicios contó con la Facultad de Derecho Canónico. Más tarde recibió la bendición papal llamándose además de "Real", "Pontificia". Al consumarse la independencia y terminarse el patronazgo de la Monarquía Española, el naciente Imperio Mexicano sería el nuevo patrono, sustituyéndose el término "Real" por "Imperial". Con el advenimiento de la República Mexicana, el término "Real" e "Imperial" se sustituyó por el de "Nacional" en todos los ramos de la administración pública, incluyendo esto a la Universidad.
- 1553	Imperial y Regia Universidad de México.[17]
- 1595	Real y Pontificia Universidad de México.
- 1821	Imperial y Pontificia Universidad de México.[18]
- 1823	Nacional y Pontificia Universidad de México (Clausurada en 1865 por orden de Maximiliano de México).[19]

A continuación se muestran los escudos de las universidad dado sus constituciones y evidencia histórica

"Imperial y Regia Universidad de México", escudo del Archiduque Carlos de Austria como Rey de España. Aparece como Escudo de la Universidad en las constituciones, 1553

## Universidad Pontificia de México
Actualmente existen dos instituciones que se autoproclaman herederas de la Real y Pontificia Universidad de México:
- La Universidad Nacional Autónoma de México, de carácter laico, fundada el 22 de septiembre de 1910 bajo el nombre de Universidad Nacional de México, a instancias de Justo Sierra Méndez.
- La Universidad Pontificia de México, de carácter católico, abre sus puertas 29 de junio de 1982, a instancias de Javier Lozano Barragán, entre otros obispos mexicanos.

### Himno de la actual Universidad Pontificia de México
Alegrémonos pues,
mientras seamos jóvenes.
Tras la divertida juventud,
tras la incómoda vejez,
nos recibirá la tierra.
¿Dónde están los que antes que nosotros
pasaron por el mundo?
Subid al mundo de los cielos,
descended a los infiernos,
donde ellos ya estuvieron.
Viva la Universidad,
vivan los profesores.
Vivan todos y cada uno
de sus miembros,
resplandezcan siempre.
Nuestra vida es corta,
en breve se acaba.
Viene la muerte velozmente,
nos arrastra cruelmente,
no respeta a nadie.
¡Viva nuestra sociedad!
¡Vivan los que estudian!
Que crezca la única verdad,
que florezca la fraternidad
y la prosperidad de la patria.
Viva también el Estado,
y quien lo dirige.
Viva nuestra ciudad,
y la generosidad de los mecenas
que aquí nos acoge.
Muera la tristeza,
mueran los que odian.
Muera el diablo,
cualquier otro monstruo,
y quienes se burlan.
Florezca el alma mater
que nos ha educado,
y ha reunido a los queridos compañeros
que por regiones alejadas
estaban dispersos.